# Жан Малуел
Жан Малуèл (на френски: Jean Malouel, на нидерландски: Jan Maelwael; * 1370, Неймеген, † 1415, Дижон) e нидерландски художник, един от най-големите представители на Бургундската школа. Той е придворен художник на Филип II Смели, херцог на Бургундия, и на неговия приемник Жан Безстрашни. Твори в стила на Международната готика.

## Биография
Родният град на художника е Неймеген, където вероятно учи в работилницата на баща си, художника Вилем Малвал. Регистриран е като художник през 1382 г. След като се жени, се мести със семейството си в Париж, където през 1396 г. е забелязан от херцога на Бургундия Филип II Смели. Херцогът през 1397 г. кани Малуел в Дижон в качеството на придворен художник и камердинер. От този момент художникът работи до края на дните си при двора на бургундските херцози. Около 1400 г. на служба към херцога постъпват и племенниците на художника, синове на неговата сестра Мехтилда – братя Лимбург.
През 1405 г., малко след смъртта на Филип II, той се завръща в Неймеген, жени се и отново заминава за Дижон. 
През 1415 г. той умира в Дижон, оставяйки жена и четири деца. Тя се завръща в Неймеген, където продължава да получава пенсия от херцога.

## Творчество
Според документите той е извършил множество декоративни работи, създава надгробната плоча на херцог Филип Смели (1410 г.). По поръчка на сина на Филип, Жан Безстрашния, рисува пет олтарни картини за манастира Шанмол (от 1398 г.), портрет на самия Жан (1412 г.). Нито една от тези творби не е оцеляла. На художника се приписват произведения от бургундски произход, направени по същото време.
Негово е авторството на голямото тондо Оплакването на Христос (Париж, Лувър) с герб на Филип Смели на гърба. Картината е създадена около 1400 – 1410 г. В тондото художникът обединява два сюжета, нарушавайки общоприетата форма: „Оплакването“ и „Троицата“, като вместо само Мария и Христос са изобразени и Бог-отец и Светият дух. Майсторът брилянтно се справя с тондото, което е доста сложен формат за композиционно изграждане. Възможно е тондото да е изобретение на Малуел: в появилото се по-късно тондо може да се усети влиянието на неговия стил.
Големият олтар (162 x 211 см), също в Лувъра, на Мъченичеството на Сен Дени с Троицата (или „Последното причастие и мъченичеството на Сен Дени“) от Манастира на Шамол, вероятно е започнат от Малуел, но е завършен от Анри Белшоз (единствената му известна работа). Документите на херцозите приписват използването на пигменти (но не и златни) на Белшоз, като някои виждат разлика в стила сред фигурите, докато други експерти – не.

## Ателие на Малуел
Група творби се приписва на работилницата на художниците на Бурундските херцози по времето, когато Малуел я ръководи:
- Свалянето на Христос от кръста, 1400/19, Худ. музей на Троа
- Малката кръгла пиета, ок. 1410 – 1420 г., Париж, Лувър
- Полагането на Исус в гроба, Париж, Лувър
- Богородица с Младенеца, нач. 15 век